# Geelkopprunuskokermot
De geelkopprunuskokermot (Coleophora spinella) is een vlinder uit de familie kokermotten (Coleophoridae). De wetenschappelijke naam is voor het eerst geldig gepubliceerd in 1802 door Schrank.
De soort komt voor in Europa.